# Enginyeria mecànica

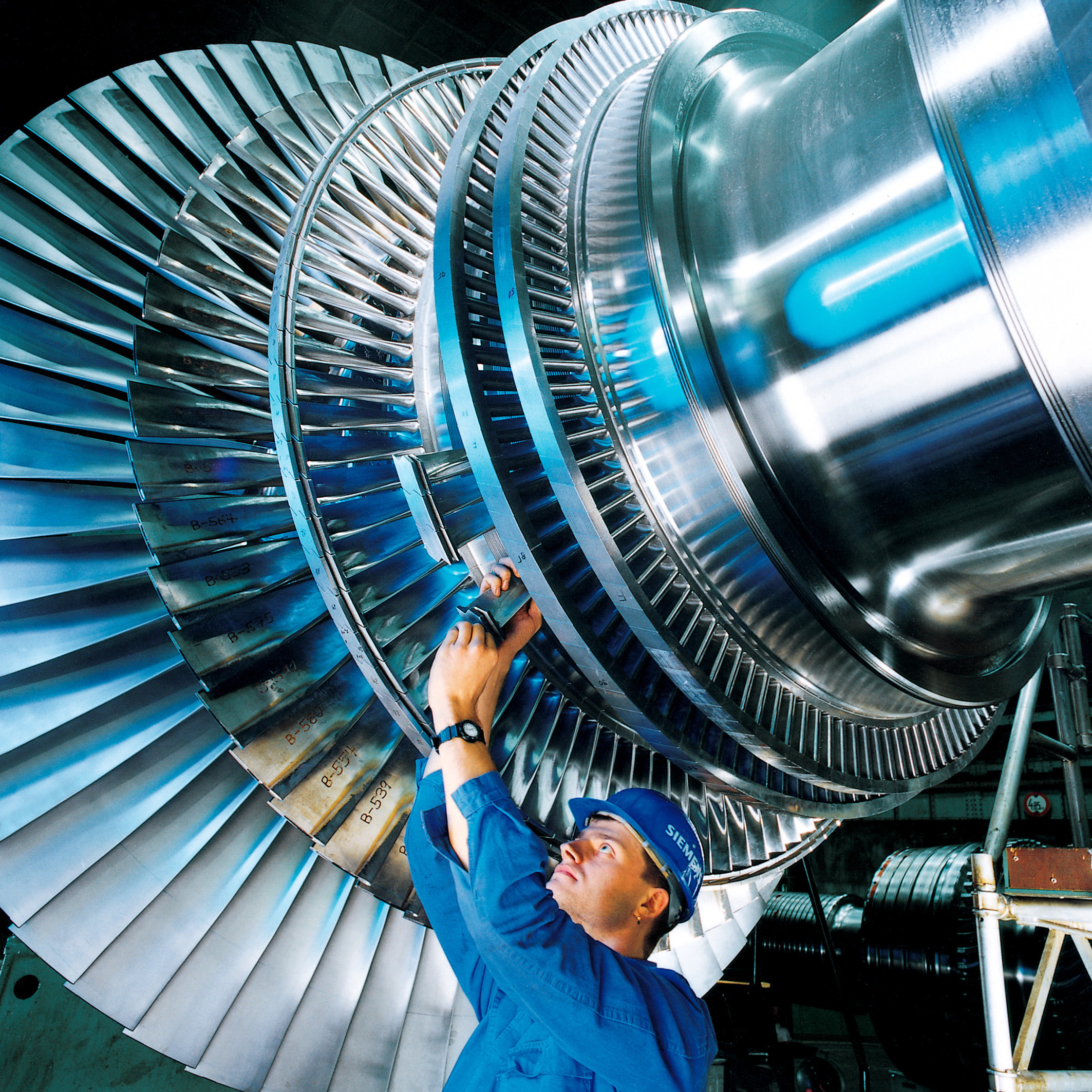
Rotor d'una turbina de vapor, emprada en una central de producció d'energia electrica.

L'enginyeria mecànica és la disciplina de l'enginyeria que estudia l'aplicació dels principis de la física per a l'anàlisi, disseny, manufactura i manteniment dels sistemes mecànics. Requereix un coneixement sòlid dels conceptes claus de la física, com l'estàtica, la cinemàtica, la dinàmica, l'anàlisi estructural, la termodinàmica i l'energia. També són necessaris coneixements bàsics i avançats de matemàtiques.
Els enginyers mecànics utilitzen aquests principis i d'altres en el disseny i anàlisi de tota mena de productes industrials: en automòbils i altres vehicles terrestres, en aeronaus, els sistemes de refredament i escalfament, la construcció dels edificis, tota mena de maquinària industrial, sistemes mèdics, entre moltes altres. L'enginyeria mecànica està contínuament involucrada en la incorporació dels avanços tecnològics. Per tant, els enginyers mecànics persegueixen nous desenvolupaments en camps com els materials compostos, la mecatrònica, o la nanotecnologia.
A Espanya també és competència dels enginyers mecànics el disseny d'instal·lacions elèctriques de baixa tensió, instal·lacions de gas, aigua i d'altres així com la redacció de projectes tècnics per a legalitzar llicències ambientals de diversos tipus d'indústria.
La gran versatilitat i polivalència que té un enginyer mecànic fa que, actualment, hi hagi una gran demanda de titulats en el món professional.

## Definicions
L'enginyeria mecànica és un camp molt ampli que implica l'ús dels principis de la física per a l'anàlisi, disseny, fabricació de sistemes electromecànics. Tradicionalment, ha estat la branca de l'enginyeria que mitjançant l'aplicació dels principis físics, ha permès la creació de dispositius útils, com a utensilis i màquines. Els enginyers mecànics usen principis com la calor, les forces, la conservació de la massa i de l'energia per analitzar sistemes físics estàtics i dinàmics, contribuint a dissenyar objectes. L'enginyeria mecànica és la branca que estudia i desenvolupa les màquines, equips i instal·lacions, considerant sempre els aspectes ecològics i econòmics per al benefici de la societat. Per complir amb la seva labor, l'enginyeria mecànica analitza les necessitats, formula i soluciona problemes tècnics mitjançant un treball multidisciplinari i es recolza en els desenvolupaments científics, traduint-los en elements, màquines, equips i instal·lacions que prestin un servei adequat, mitjançant l'ús racional i eficient dels recursos disponibles.
En el pla d'estudis de l'enginyeria mecànica usualment es troba:
- Càlcul diferencial i integral, àlgebra lineal i equacions diferencials
- Estàtica i dinàmica
- Termodinàmica, transferència de calor
- Dibuix tècnic, disseny mecànic, disseny i fabricació assistida per ordinador
- Ciència de materials, elasticitat, resistència de materials
- Mecànica de fluids
- Tecnologia mecànica
- Anàlisi numèrica, mètode dels elements finits
- Teoria de control

A més inclou coneixements bàsics d'electrònica i electricitat, química i conceptes de l'enginyeria civil.

## Història

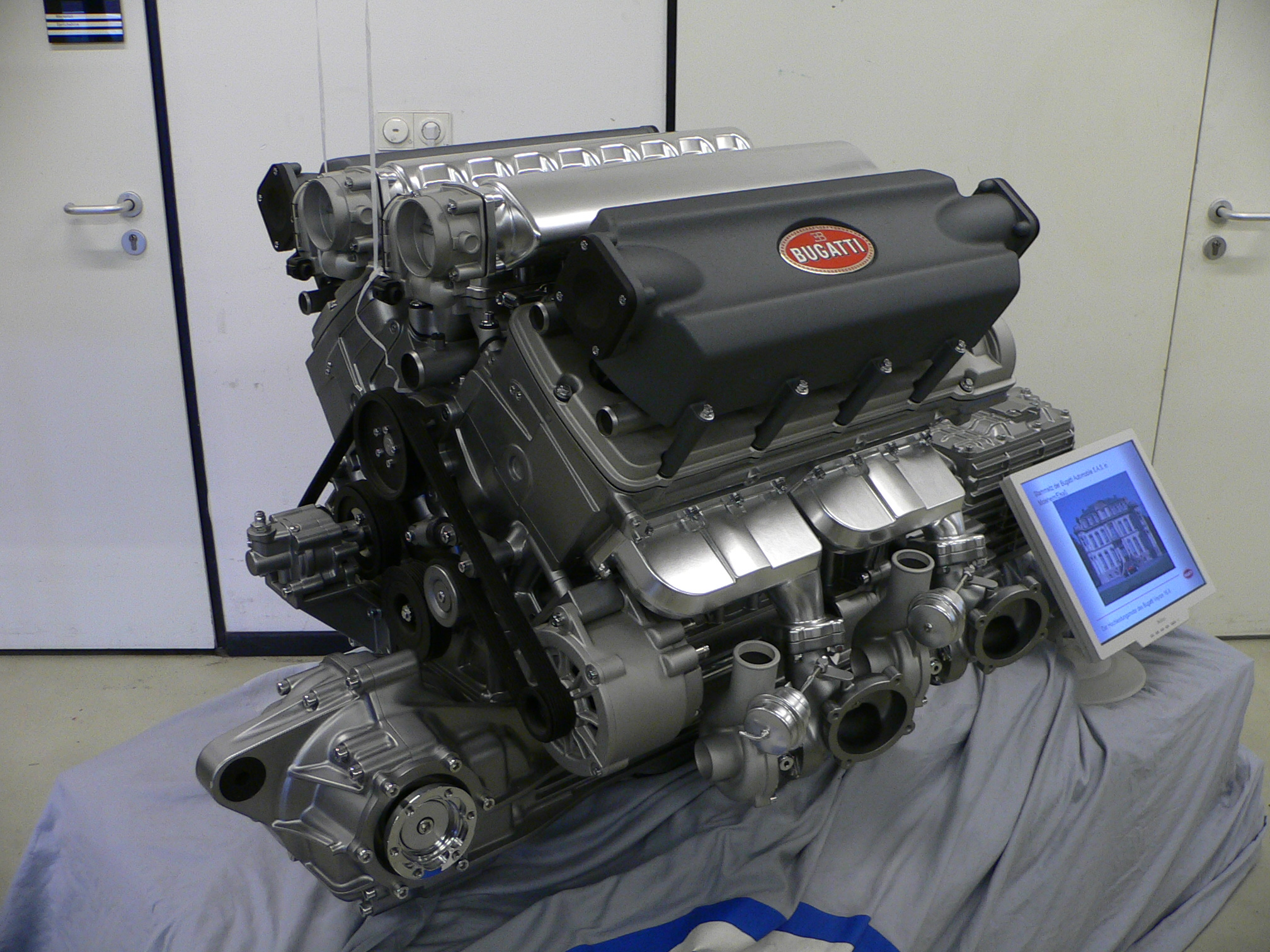
Motor de setze cilindres que equipa un Bugatti Veyron

Històricament, l'enginyeria va néixer en resposta a les necessitats que sorgiren de la societat. L'aparició de nous dispositius amb funcionaments complexes en el seu moviment o que han de suportar grans quantitats d'esforços va fer necessari l'estudi del moviment i l'equilibri dels mecanismes i les estructures. També fou necessari una nova manera d'analitzar i fer funcionar les màquines, sobretot amb la invenció de les màquines que funcionen amb energia què prové del vapor, del carbó, dels productes petroquímics (com la benzina) i de l'electricitat.
Aquest avanços, origen de la Revolució industrial a mitjans del segle xviii, se'ls va afegir l'aparició de la producció en sèrie. Ja a principis del segle xix a Anglaterra, Alemanya i Escòcia, el desenvolupament de nova maquinària va portar a la creació d'una disciplina dins l'enginyeria mecànica sobre el subministrament de màquines de fabricació i dels seus motors. Als USA, la American Society of Mechanical Engineers (ASME) es va formar el 1880.
L'educació en enginyeria mecànica s'ha basat històricament en una base sòlida en la matemàtica i en la ciència.

## Àrees de coneixement de l'enginyeria mecànica
Els cursos específics que requereix un graduat en enginyeria mecànica poden diferir d'una universitat a una altra. Tanmateix, les matèries fonamentals i les àrees de treball i recerca més comuns d'un enginyer mecànic inclouen: 
- Matemàtica. Les enginyeries mecàniques inclouen cursos de càlcul i àlgebra que ha de permetre treballar i comprendre conceptes avançats de matemàtiques com equacions diferencials, àlgebra lineal, i geometria, entre d'altres.
- Conceptes bàsics de química i enginyeria química, i física.
- Estàtica.[6][7] Estudia l'equilibri de sistemes mecànics (estructures o mecanismes) formats per sòlids rígids o indeformables en els que intervenen forces i moments. L'anàlisi estàtic s'usa com a principi bàsic que en un sistema en equilibri el sumatori de forces i el sumatori de moments que hi actuen és nul. L'anàlisi estàtic és l'anàlisi fonamental en qualsevol disseny mecànic.
- Cinemàtica i dinàmica.,[8][9] La cinemàtica estudia les trajectòries dels cossos que formen els mecanismes, relacionant les velocitats i acceleracions dels diferents elements. La dinàmica estudia el moviment dels elements que formen els mecanismes tot considerant les forces que hi actuen. Els seus fonaments físics són la llei de conservació de l'energia, teorema del moment cinètic i teorema de la quantitat de moviment.
- Mecànica de sòlids i resistència de materials.[10] Estudia la deformació en els cossos sotmesos a forces i moments flectors, així com les tensions (forces per unitat de superfície) que apareixen en els materials. Les tensions són els causants del trencament del material que es produeix en superar el valor de la resistència, que és una propietat del material. Aquests coneixements són indispensables tant en el càlcul d'estructures i edificacions com en el disseny d'elements de màquines.
- Mecànica de fluids.[11] Estudia el moviment dels fluids (líquids i gasos), així com les forces que produeixen aquests moviments. Com a resultat d'aquest estudi es poden obtenir les interaccions, en forma de pressions, dels fluids amb els sòlids que els limiten. Exemples d'aplicació de la mecànica de fluid són l'obtenció de les càrregues aerodinàmiques en aerogeneradors o en automòbils.
- Termodinàmica, transferència de calor, conversió d'energia.[12] Estudia els efectes dels canvis de temperatura, pressió i volum en els sistemes mecànics. Dins l'enginyeria mecànica aquests coneixements són importants en els cicles de generació d'energia, en les instal·lacions de climatització, i el disseny de motors de combustió interna.
- Càlcul i disseny de mecanismes i màquines (incloent cinemàtica i dinàmica)
- Enginyeria de fabricació, tecnologia, o processos.
- Hidràulica i pneumàtica.
- Combustió, motors, combustibles i lubricants.
- Tecnologia elèctrica i electrònica
- Instrumentació, metrologia i mesurament.
- Mecatrònics i teoria de control.
- Expressió gràfica a l'enginyeria, computer-aided design (CAD) (incloent modelat de sòlids), i computer-aided manufacturing (CAM)[13][14]
- Disseny de producte i Disseny industrial
- Ciència i tecnologia de materials

Com a complement a les matèries principals dels estudis d'enginyeria mecànica, existeixen cursos especialitzat com robòtica, transport i logística, energia, enginyeria de l'automòbil, biomecànica, vibracions, òptica entre d'altres.

## Eines computacionals

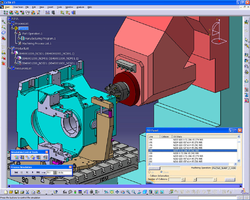
Prototip de suspensió i direcció modelat per ordinador.

A causa de la complexitat creixent de les anàlisis que es realitzen en totes les branques de l'Enginyeria Mecànica, el càlcul assistit per ordinador, iniciat per Pierre Bézier en 1968, ha anat adquirint sempre més protagonisme. S'ha produït una evolució en la fer servirrepresentació dels sistemes físics, passant d'esquematitzar parts del sistema en manera aproximada a reproduir tot el conjunt en manera detallada. Aquest procés ha estat possible en gran part a causa de la constant millora de les prestacions dels equips informàtics, i a la millora dels programes de càlcul.
En el disseny de nous components, l'ús d'aquestes eines permet en la majoria dels casos obtenir resultats més precisos i sobretot una reducció de costos en permetre analitzar virtualment el comportament de noves solucions.
En el procés d'anàlisi i disseny s'utilitzen eines de càlcul com l'anàlisis mitjançant elements finits (FEA per les seves sigles en anglès) o volums finits així com també la dinàmica de fluids computacional (CFD). El disseny de processos de fabricació amb ajuda d'ordinadors (LEVA), permet que els models generats es puguin fer servir directament per crear "instruccions" per a la fabricació dels objectes representats pels models, mitjançant màquines de control numèric (CNC) o altres processos automatitzats, sense la necessitat de dibuixos intermedis.
En el camp d'Anàlisi i Simulació existeixen associacions independents que proporcionen informació i elaboren normes de càlcul. Una de les més importants és la National Agency for Finite Element Methods and Standards (NAFEMS), organització sense ànim de lucre constituïda per més de 700 companyies de tot el món.
L'enginyeria mecànica ajuda en una millor comoditat dels contribuents. Els següents són els paquets de programari d'anàlisi i disseny més estesos:
- ALGOR
- Solid Edge
- Unigraphics NX
- ABAQUS
- Autocad
- Autodesk Inventor
- ANSYS
- CATIA
- FLUENT
- LabVIEW
- LS-DYNA
- Maple
- MSC.Adams
- MSC.Nastran
- Matlab
- ProE
- RADIOSS
- SolidWorks
- Working model
- WorkXPlore 3D

Val la pena esmentar els programaris CAM (Computer Aided Manufacture) complementaris per al maneig de maquinària associada a la fabricació de peces dissenyades mitjançant programari CAD (Computer Aided Design).

## Associacions
A més de grups existents dins d'universitats, existeixen associacions d'enginyers les quals es concentren a investigar noves tecnologies, publicar articles, compartir coneixements. Altres funcions són les de validar, estandarditzar i crear normes.
Una d'aquestes associacions és l'ASME, la qual va ser fundada en 1880 per Alexander Lyman Holley, Henry Rossiter Worthington, John Edison Sweet i Matthias N. Forney. Als Estats Units estableix els codis i normes de dispositius mecànics.
El NCEE (National Council of Examiners for Engineering), és una associació existent als Estats Units que realitza exàmens de certificació per a estudiants de l'àrea d'enginyeria.